# Strichtarn
Le Strichtarn est un motif de camouflage militaire développé par la RDA puis utilisé de 1965 jusqu'à la réunification allemande.

## Historique

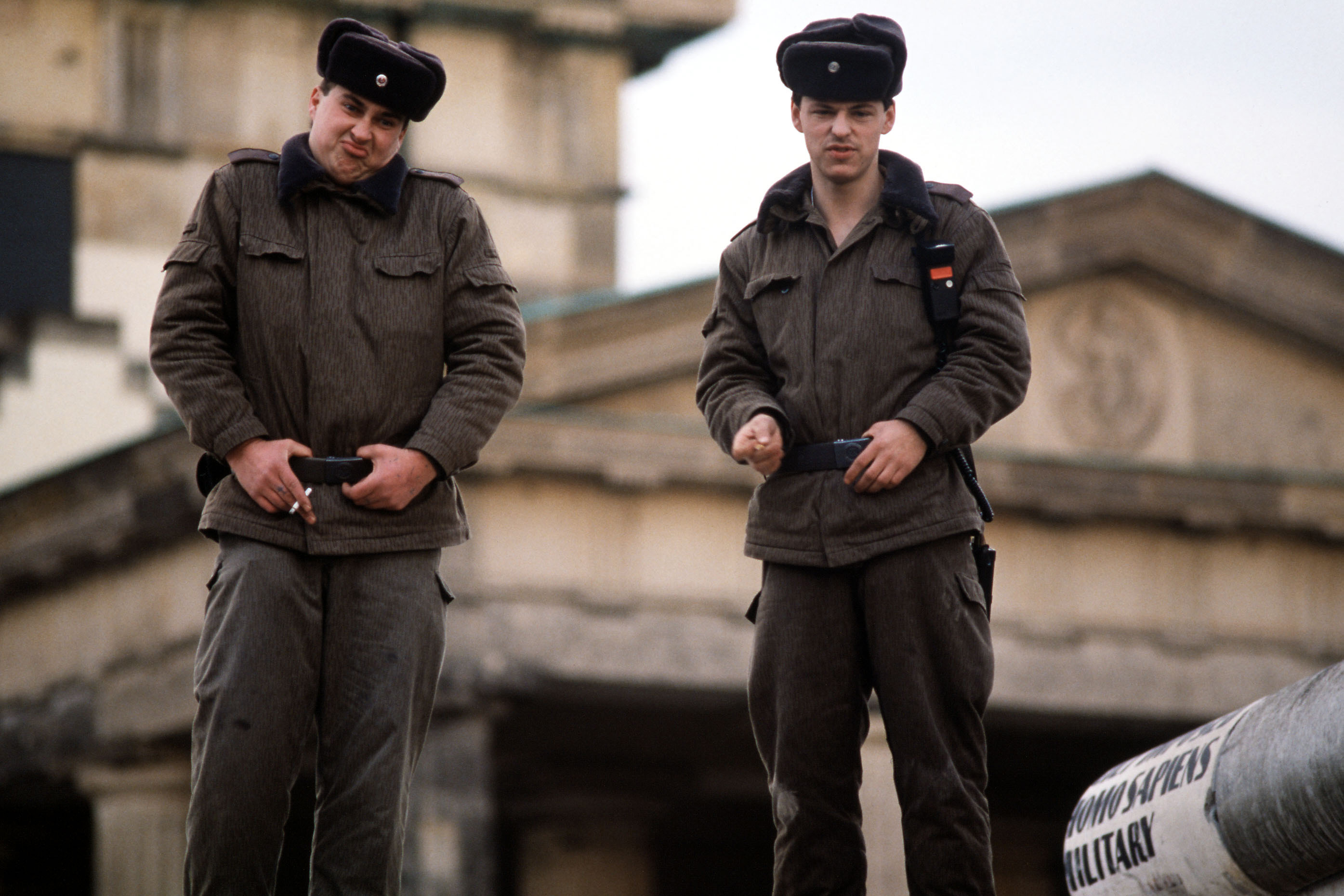
Soldats allemands des Garde-frontières au Mur de Berlin en 1989.

Le Strichtarn a été adopté par l'Allemagne de l'Est en 1965 dans le cadre du service de l'Armée nationale populaire (Nationale Volksarmee - NVA) pour remplacer le Flächentarn, également appelé "Blumentarn", qui avait été adopté en 1958. La NVA a décidé d'adopter un nouveau motif de camouflage afin de résoudre les problèmes liés au fait que les forces est-allemandes ressemblaient trop à celles de l'armée soviétique. En service en Allemagne de l'Est, le nouveau motif était connu sous le nom de "Kampfanzug 64". Ce modèle ressemble beaucoup au modèle tchécoslovaque Rain Pattern, qui a lui-même emprunté des modèles de l'époque de la Wehrmacht.
L'efficacité pratique du Strichtarn est au mieux limitée lorsqu'on le compare au Disruptive Pattern Material britannique ou au M81 BDU de l'US Army dans le même environnement. Les nouveaux modèles d'uniformes ont été distribués à la NVA à la fin des années 1960 et ont ensuite été fournis en grand nombre aux mouvements communistes dans toute l'Afrique.
L'Allemagne de l'Est a également fourni de grandes quantités de Strichtarn aux mouvements de guérilla communistes dans toute l'Afrique, où il était connu sous le nom de camouflage "moucheté de riz".

## Aspects graphiques
Le strichtarn, comme son nom l'indique, est l'ajout de petite lignes brunes sur un fond gris-beige. Il a existé le type 1 entre 1965 et 1967 et le type 2 de 1967 à 1990.

## Utilisateurs
- Tchécoslovaquie

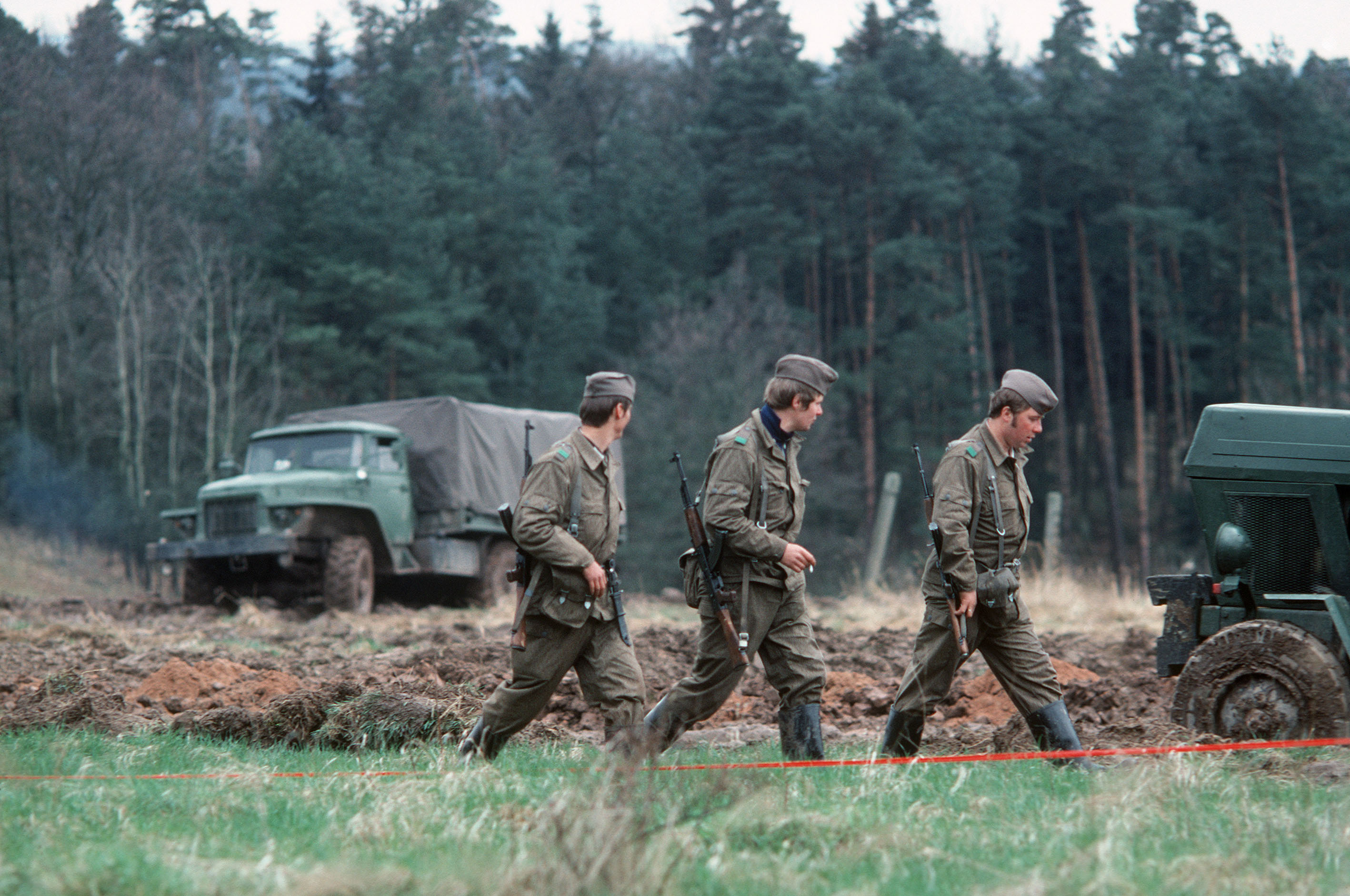
Patrouille en 1979

- République démocratique allemande
- Pologne : Adoption d'un motif dérivé connue en tant que wz.58 "Deszczyk" (pluie) en 1958, par certaines unités aéroportées. Ce motif de camouflage s'est ensuite diffusé dans le reste de l'armée jusque dans les années 70, où il a été remplacé par le Camouflage wz. 68 Moro.
- Afrique du Sud : Utilisation par la South African Defence Force, et certaines variantes par leurs forces spéciales pendant la Guerre de la frontière.
- Ouzbékistan : Une grande quantité de stock est-allemands ont fini en Ouzbékistan ou après quelques adaptations, ils furent utilisés par certaines unités spéciales et aéroportées entre 2002 et 2006

Ce motif de camouflage fut aussi vu ici et la par des organisations paramilitaires, milices et mercenaires.